# Lena Kreundl
Lena Kreundl (Steyr, 19 settembre 1997) è un'ex nuotatrice austriaca.

## Carriera
Nata a Steyr, Lena Kreundl cominciò a nuotare nel 2005 nella piscina di Wörgl, dove si allenò fino al 2012. Successivamente venne tesserata con l'ASV Linz.
Prese parte ai Giochi Olimpici Giovanili estivi del 2014 in rappresentanza dell'Austria. Nel 2016 fu convocata per le Olimpiadi di Rio de Janeiro, dove fu la più giovane atleta della spedizione austriaca; gareggiò nei 200 m misti, senza riuscire ad ottenere il passaggio alle semifinali.
La sua vita atletica subì una battuta d'arresto nel 2020, quando dovette fermarsi per via del long COVID, che le impedì di gareggiare alle Olimpiadi di Tokyo. Inoltre, nel 2022, a seguito di un incidente stradale riportò alcuni danni fisici che condizionarono la sua preparazione.
Parallelamente all'attività sportiva agonistica, Lena Kreundl seguì una formazione professionale come agente di polizia e nel maggio 2022 entrò ufficialmente in servizio.
Agli europei in vasca corta del 2023 a Otopeni, in Romania, si aggiudicò la medaglia di bronzo nei 200 m misti, alle spalle di Abbie Wood e Charlotte Bonnet; fu il primo podio internazionale di rilievo ottenuto dalla nuotatrice austriaca.
Nel 2024, a distanza di otto anni dalla sua prima partecipazione a cinque cerchi, si qualificò per le Olimpiadi di Parigi, fermandosi in batteria con il ventiquattresimo tempo.
Lena Kreundl concluse la propria carriera professionale nel nuoto al termine dei mondiali in vasca corta del 2024 a Budapest, dove terminò diciottesima in batteria nei 200 m misti.

## Palmarès
- Europei in vasca corta

Otopeni 2023: bronzo nei 200 m misti.